# Bočka
Bočka je stará jednotka objemu používaná v Rusku. Zmínka o ní pochází už z období 11. a 12. století, její velikost až do 15. století nebyla známá. Nazývala se též kaď.

## Převodní vztahy
- v Novgorodu 1 bočka = 4 nasadka = 10 vedro
- v 19. století 1 bočka (případně mernik či sorokovaja) = 491,96 l = 40 vedro